# Lista de membros da Royal Society eleitos em 1690
Esta é uma lista de Membros da Royal Society eleitos em 1690.

## Fellow
- Jacobus Grandi (1646 -1691)